# Stegea clarkei
Stegea clarkei là một loài bướm đêm trong họ Crambidae.